# Andrzej Osiak
Andrzej Osiak (ur. 12 listopada 1971 w Stoczku Łukowskim) – polski urzędnik i dyplomata w stopniu radcy-ministra. Konsul Generalny RP w Monachium (2015–2020) i Hamburgu (2008–2013).

## Życiorys
Ukończył z wyróżnieniem Instytut Nauk Politycznych Uniwersytetu Warszawskiego (1995); na UW studiował także filozofię. W roku akademickim 1994/1995 stypendysta Uniwersytetu w Konstancji. Bezpośrednio po studiach pracował przez ponad pół roku w Kancelarii Senatu. Z Ministerstwem Spraw Zagranicznych związany od października 1996, początkowo jako III i II sekretarz w wydziale konsularnym (następnie politycznym) ambasady RP w Bonn z siedzibą w Kolonii. W latach 2000–2002 pracował w wydziale niemieckim Departamentu Europy Zachodniej, a w latach 2007–2008 w wydziale polonijnym Departamentu Konsularnego. W latach 2008–2013 był konsulem generalnym w Hamburgu. Od 2013 do 2015 kierował referatem Europy Środkowej w Departamencie Polityki Europejskiej. Od 2015 do 2020 konsul generalny w Monachium. Powrócił do pracy w Departamencie Konsularnym MSZ.
Żonaty, ojciec czworga dzieci. Zna angielski i niemiecki oraz podstawy rosyjskiego.